# 2015 ve sportu
Toto je přehled sportovních událostí konaných v roce 2015.

## Sportovní hry
- Evropské hry 2015

## Atletika
- Mistrovství světa v atletice 2015
- Mistrovství světa v atletice do 17 let 2015
- Diamantová liga 2015

### Kontinenty
- Halové mistrovství Evropy v atletice 2015
- Mistrovství Evropy juniorů v atletice 2015
- Mistrovství Evropy v atletice do 23 let 2015

### Česko
- Mistrovství České republiky v atletice 2015
- Halové mistrovství České republiky v atletice 2015

## Cyklistika
- Mistrovství světa v silniční cyklistice 2015

### Grand Tour
- Giro d'Italia 2015
- Tour de France 2015
- Vuelta a España 2015

## Florbal
- Mistrovství světa ve florbale žen 2015 –  Švédsko
- Mistrovství světa ve florbale mužů do 19 let 2015 –  Finsko
- Pohár mistrů 2015 – Muži:  IBF Falun, Ženy:  KAIS Mora IF
- AutoCont extraliga 2014/2015 – Tatran Omlux Střešovice
- Česká florbalová extraliga žen 2014/2015 – TJ JM FAT PIPE Chodov

## Házená
- Mistrovství světa v házené mužů 2015
- Mistrovství světa v házené žen 2015

## Ledolezení
- Mistrovství světa v ledolezení 2015
- Mistrovství světa juniorů v ledolezení 2015
- Světový pohár v ledolezení 2015

## Rugby
MS 2015 finále Nový Zéland - Austrálie 34:17  3.místo Jihoafrická republika - Argentina 24:13

## Sportovní lezení
- Světový pohár ve sportovním lezení 2015
- Arco Rock Master 2015
- Melloblocco 2015

### Kontinenty
- Mistrovství Asie ve sportovním lezení 2015
- Mistrovství Evropy ve sportovním lezení 2015
- Mistrovství Evropy juniorů ve sportovním lezení 2015
- Evropský pohár juniorů ve sportovním lezení 2015
- Rheintal Cup 2015

### Česko
- Mistrovství České republiky v soutěžním lezení 2015
- Mistrovství České republiky mládeže v soutěžním lezení 2015
- Akademické mistrovství České republiky ve sportovním lezení 2015
- Český pohár v soutěžním lezení 2015
- Český pohár mládeže v soutěžním lezení 2015
- Tendon U14 2015
- Rafiki Petrohradské padání 2015
- Překližka cup 2015
- Moravský pohár mládeže 2015

## Tenis

### Grand Slam
- Australian Open 2015
- French Open 2015
- Wimbledon 2015
- US Open 2015

### Týmové soutěže
- Davis Cup 2015
- Fed Cup 2015
- Hopman Cup 2015

### Profesionální okruhy
- ATP World Tour 2015
- WTA Tour 2015
- WTA 125K 2015

## Čeští mistři světa pro rok 2015
- Ester Ledecká (snowboarding: paralelní slalom)

## Čeští mistři Evropy pro rok 2015
- Libor Hroza (sportovní lezení: rychlost, obhájce titulu z roku 2013)